# روبرت غرانت
روبرت غرانت (28 يوليو 1965 في المملكة المتحدة - ) (بالإنجليزية: Robert Grant)‏ هو لاعب كريكت بريطاني. لعب مع نادي مقاطعة ستافوردشاير للكريكت ‏.

## وصلات خارجية
- روبرت غرانت على موقع إي آس بي آن كريك إنفو (الإنجليزية)